# Stopnik, Tolmin
Stopnik je naselje v Občini Tolmin.